# Arbérats-Sillègue
Arbérats-Sillègue è un comune francese di 312 abitanti situato nel dipartimento dei Pirenei Atlantici nella regione della Nuova Aquitania.

## Società

### Evoluzione demografica
Abitanti censiti